# دیوداس (فیلم ۱۹۵۳)
 دیوداس (به تامیلی: Devadasu) فیلمی محصول سال ۱۹۵۳ و به کارگردانی ساتین بوس است. در این فیلم بازیگرانی همچون آکنینی ناگیشور رائو، ساویتری، لالیتا ایفای نقش کرده‌اند.